# General Aircraft ST-25 Jubilee
El General Aircraft ST-25 fue un bimotor ligero para uso civil de fabricación británica, con un particular diseño alar denominado por su inventor Monospar, de (mono:único - spar (larguero en inglés).

## Historia
La firma General Aircraft Ltd. radicada en el aeródromo de Hanworth, Feltham fue constituida en febrero de 1931 con el propósito de producir aviones utilizando las patentes de la Monospar Wings Co. y en concreto y principalmente el tipo de ala Monospar. Básicamente dicho tipo de ala cantilever consistía en un novedoso concepto desarrollado por el ingeniero suizo Helmut J. Stieger consistente en la utilización de un larguero principal único suficientemente fuerte en sí para resistir los esfuerzos de deformación en la estructura del ala, pero arriostrado de forma interna por dos sistemas de tensores piramidales opuestos, que absorbían los esfuerzos de torsión, además de resultar más ligera. Dicho diseño determinó el curso de los trabajos y desarrollos de varios modelos fabricados por esta compañía.
Después de construir en 1930 dicha ala designada ST-1 (Stieger-1) para pruebas estáticas realizadas por el Ministerio del Aire británico, le sucedieron una serie de modelos fabricados en serie designados desde ST-4 a ST-12 y un único ST-18.
Ya en 1935 la empresa pone en vuelo por vez primera el prototipo de un nuevo modelo designado como General Aircraft ST-25. Se le numeró fuera de secuencia con dicha cifra (25), en honor a las Bodas de Plata del rey Jorge V y bautizado Jubilee. Este modelo estaba propulsado por dos motores radiales Pobjoy Niagara Mk.II de 90 cv.
Este tipo hasta la cifra de 29  siguió fabricándose hasta 1936 sin grandes cambios, hasta que para mejorar su estabilidad direccional con un motor parado, se sustituyó la cola por una de doble deriva pasando a ser denominados Universal siendo propulsados por los más potentes motores radiales de siete cilindros Pobjoy Niagara Mk. III de 95 cv. De este modelo se construyeron 30 unidades. También existió una versión con una puerta acceso de mayor tamaño en el lado de babor del fuselaje  denominada Ambulance diseñada para evacuación de heridos, con espacio para una camilla y un enfermero, de la que se construyeron seis ejemplares. Algunos de estos aparatos, según diferentes fuentes entre 6 y 10, llevando una S (sanitario) en sus marcas (además de otros ST-25 pertenecientes a particulares) fueron vendidos a las Fuerzas Aéreas de la República Española y a las fuerzas aéreas de Euzkadi; asimismo, se fabricaron cuatro aparatos de carga Freighter, provistos de la misma puerta que los anteriores para un pedido canadiense.

## Variantes

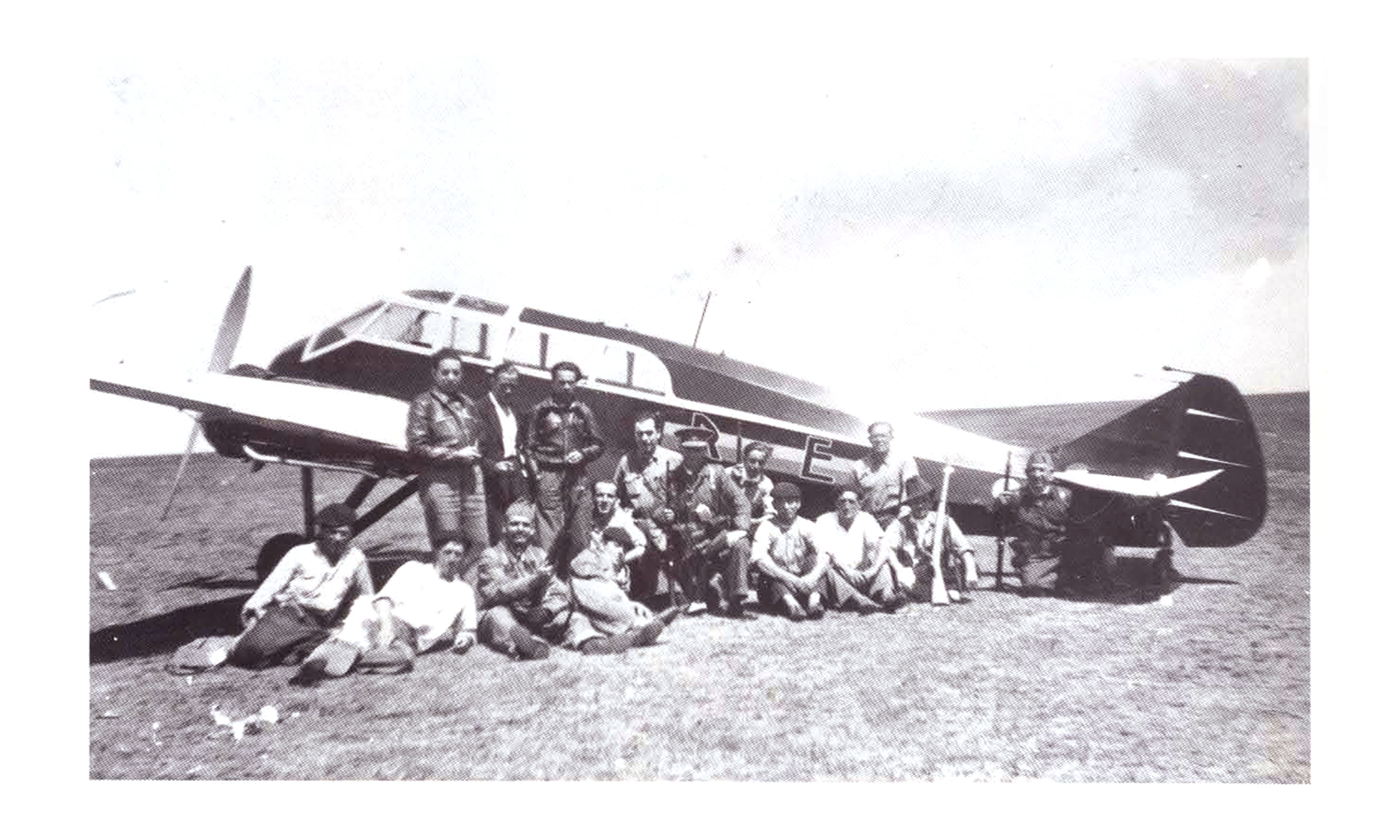
ST-25 Jubilee de las F.A.R.E. durante la Guerra civil española, pilotado habitualmente por Eloy Fernández Navamuel.

### ST-25 de Luxe
Un Jubilee matriculado G-AEDY dotado de compensadores actuables en vuelo, deriva de mayor tamaño y motores Niagara III con arranque eléctrico.

### G.A.L.26
Designación de un ST-25 mientras realizaba ensayos con motores en línea invertida Blackburn Cirrus Minor de 90 cv.

### G.A.L.41
Un ST-25 dotado con cabina presurizada experimental alimentada con aire a presión mediante un compresor movido por un motor Douglas Sprite de 27 cv.

### T42
Un ST-25 Universal experimental evaluado con un tren de aterrizaje tipo triciclo fijo a mediados de 1937.

### Características generales
- Tripulación: 1
- Capacidad: 4/5
- Longitud: 7,22 m
- Envergadura: 12,24 m
- Altura: 2,39 m
- Superficie alar: 20,16 m²
- Peso vacío: 825 kg (1818,3 lb)
- Peso máximo al despegue: 1.304 kg
- Planta motriz:  radial siete cilindros en estrella Pobjoy Niagara II
Pobjoy Niagara III.
  - Potencia: 1 kW (1 HP; 1 CV) cada uno.

### Rendimiento
- Velocidad nunca excedida (Vne):  211 km/h
- Velocidad crucero (Vc): 185 km/h (115 MPH; 100 kt)
- Techo de vuelo: 4.665 m